# Ligeti György műveinek listája
Az alábbi lista Ligeti György műveit tartalmazza.

## Erdélyben és Magyarországon írt művei

### 1938–39
- Sonatina, vonósnégyesre (befejezetlen, kézirat)

### 1939–40
- Szimfónia (befejezetlen, elveszett)

### 1939–41
- Kis zongoradarabok (kézirat)

### 1941
- Kineret (Ligeti első publikált kompozíciója, 1942-ben)
- Négy rövid zongoradarab (kézirat)

### 1941–42
- Kis zongoratrió hegedűre, csellóra és zongorára (kézirat)

### 1942
- Tréfás induló, négykezes zongorára

### 1943
- Kis tréfa, zongorára (kézirat)
- Polifon gyakorlat, négykezes zongorára

### 1944–45
- Első kantáta: 1. Tenebrae factae sunt, mezzoszoprán hangra, szoprán-alt-tenor-basszus kórusra és kamarazenekarra (kézirat)

### 1945
- Dereng már a hajnal, négyes kórus
- Második kantáta: 2. Venit angelus, mezzoszoprán hangra, ötszólamú vegyeskórusra és kamarazenekarra (kézirat)
- Három József Attila-kórus, két- és négyszólamú kórusra, kíséret nélkül (kézirat)
- Hegedű és cselló kettős (kézirat)
- Bicinia Biciae, hét duett két hangra (befejezetlen, kézirat)
- Kis szerenád, vonós zenekarra (kézirat)

### 1945–46
- Idegen földön, négy darab három szólamú női kórusra

### 1946
- Betlehemi Királyok, kétszólamú gyermekkórusra
- Húsvét, négyszólamú kórusra, kíséret nélkül
- Magos kősziklának, kíséret nélküli hármaskórusra
- Magány, kíséret nélküli három szólamú kórusra
- Hegedű és zongora duett (kézirat)
- Bujdosó, kíséret nélküli három szólamú kórusra

### 1946–47
- Három Weöres-dal, szoprán hangra és zongorára

### 1947
- Ha folyóvíz volnék, négyszólamú kánon
- Capriccio no. 1, zongorára
- Capriccio no. 2, zongorára

### 1948
- Tanulmány zongorára
- Tavasz, kíséret nélküli négyszólamú kórusra (elveszett)
- Mïfiso la sodo (Vidám zene), kis zenekarra (kézirat)
- Bölcsőtől a sírig, szoprán és basszus hangra, oboára, klarinétre és vonósnégyesre (kézirat)

### 1948–49
- Kantáta az ifjúság ünnepére, szoprán, alt, tenor és basszus hangra, négyszólamú vegyeskórusra és zenekarra (kézirat)

### 1949
- Induló, zenekarra (elveszett)
- Katonatánc, kétszólamú kórusra és zongorára, később átdolgozva zenekarra (mindkét változat elveszett)
- Régi magyar társas táncok, vonós zenekarra fuvolával és klarinéttel
- Három tánc cigányzenekarra (elveszett)

### 1950
- Baladǎ și joc, hegedűre (elveszett), majd átdolgozva iskolai zenekarra
- Három József Attila-dal, szoprán hangra és zongorára (kézirat)
- Két tétel vonósnégyesre
- Kínai császári udvari zene, iskolazenekarra (elveszett)
- Petőfi bordala tenor hangra és zongorára, átdolgozva zenekarra (elveszett)
- Kállai kettős, négyszólamú kórusra kíséret nélkül
- Lakodalmas, négyszólamú kórusra kíséret nélkül
- Négy lakodalmi tánc, három női hangra és zongorára, később átdolgozva Három lakodalmi tánc négykezes zongorára
- Sonatina, négykezes zongorára

### 1950–51
- Rongyszőnyeg, három zongoradarab

### 1951
- Grande Symphonie Militaire, op. 6 zenekarra (kézirat)
- Concert românesc, zenekarra
- Az asszony és a katona, kíséret nélküli négyszólamú kórusra
- Haj, ifjúság!, kíséret nélküli négyszólamú kórusra

### 1952
- Hortobágy, kíséret nélküli négyszólamú kórusra
- Öt Arany-dal, szopránra és zongorára
- Pletykázó asszonyok, négyszólamú kánon
- Musica ricercata, zongorára

### 1953
- Omaggio a G. Frescobaldi: Ricercar for Organ
- Six Bagatelles for Wind Quintet
- Inaktelki nóták, kíséret nélküli kétszólamú kórusra, átdolgozva három női hangra és népi zenekarra (elveszett)
- Pápainé, kíséret nélküli négyszólamú kórusra

### 1948–53
- Sonata, gordonkára

### 1953–54
- Első vonósnégyes: Métamorphoses nocturnes

### 1955
- Mátraszentimrei Dalok, kíséret nélküli két- és háromszólamú gyermek vagy női kórusra
- Éjszaka, Reggel, kíséret nélküli nyolcszólamú kórusra

### 1956
- Chromatische Phantasie, zongorára (kézirat)
- Sötét és világos, zenekarra (befejezetlen, kézirat)
- Víziók, zenekarra (elveszett)

## Nyugaton írt művei

### 1957
- Glissandi, mono hangszalag
- Apparitions (első változat), tizenkét vonósra, hárfára, cselesztára, csembalóra és zongorára (befejezetlen, kézirat)

### 1958
- Artikulation

### 1957–58
- Pièce électronique no. 3,

### 1958–59
- Apparitions (utolsó változat), zenekarra

### 1961
- Atmosphères, zenekarra
- Die Zukunft der Musik, tanulmány
- Trois Bagatelles, zongorára
- Fragment

### 1961–62
- Volumina, orgonára

### 1962
- Poème symphonique, száz metronómra
- Aventures, három énekesre és hét hangszeresre

### 1962–65
- Nouvelles aventures, három énekesre és hét hangszeresre

### 1963–65
- Requiem, szopránra, mezzoszopránra, húsz szólamú vegyeskórusra és zenekarra

### 1966
- Lux aeterna, kíséret nélküli tizenhat szólamú kórusra
- Csellóverseny

### 1967
- Lontano, zenekarra
- Harmonies, orgonaetűd no. 1

### 1968
- Continuum, csembalóra
- Második vonósnégyes
- Tíz darab fúvósötösre

### 1968–69
- Ramifications, vonószenekarra és tizenkét szólistára

### 1969
- Coulée, orgonaetűd  no. 2

### 1969–70
- Kamarakoncert

### 1971
- Melodien, zenekarra

### 1972
- Fuvola-oboa kettősverseny

### 1972–73
- Clocks and Clouds, női kórusra és zenekarra

### 1973–74
- San Francisco Polyphony, zenekarra

### 1976
- Monument-Selbstportrait-Bewegung, három darab két zongorára
- Rondeau

### 1974–77
- Le Grand Macabre, opera

### 1978
- Részletek és közjátékok a Le Grand Macabre-hoz
- Hungarian Rock, csembalóra
- Passacaglia ungherese, csembalóra

### 1982
- Hommage à Hilding Rosenberg, hegedűre és csellóra
- Hegedű, kürt és zongora trió
- Drei Phantasien nach Friedrich Hölderlin, tizenhatszólamú kórusra

### 1983
- Magyar Etűdök,  tizenhatszólamú kórusra

### 1985
- Die grosse Schildkröten-Fanfare vom Südchinesischen Meer, trombitára
- Zongoraetűdök, első kötet

### 1980–88
- Zongoraverseny

### 1988
- Mysteries of the Macabre, három ária a Le grand macabre-ból trombita- és zongorakísérettel

### 1989
- Der Sommer, szopránra és zongorára

### 1992
- Mysteries of the Macabre,  trombita vagy koloratúra változat zenekarral vagy kamarazenekarral

### 1988–93
- Nonsense Madrigals, hat férfi hangra

### 1989–93
- Hegedűverseny

### 1988–94
- Zongoraetűdök, második kötet

### 1991–94
- Sonata, brácsára

### 1996
- Le Grand Macabre, átdolgozott, négyfelvonásos változat
- Hamburg Concerto, kürtre és kamarazenekarra

### 2000
- Síppal, dobbal, nádihegedűvel, mezzoszoprán szólóra és ütősegyüttesre

### 1995–2001
- Zongoraetűdök, harmadik kötet

## Könyvek és tanulmányok

### Könyvek
- Klasszikus összhangzattan (Budapest: Zeneműkiadó, 1954)
- A klasszikus harmóniarend I–II (Budapest: Zeneműkiadó, 1956)
- Gesammelte Schriften, ed. Monika Lichtenfeld (Bázel: Paul Sacher Foundation, 2003)

### Tanulmányok
- Kottaismertetések , Zenepedagógia 2:3 (1948. március), p. 43
- Kották, Zenei Szemle 6 (1948), p. 337
- Bartók: Medvetánc, elemzés, Zenei Szemle 5 (1948), pp. 251–55
- Neue Musik in Ungarn, Melos 16:1 (1949), pp. 5–8
- Svervánszky Endre: Vonósnégyes, Zenei Szemle (1949. augusztus), pp. 102–103
- Járdányi Pál: Szonáta két zongorára, Zenei Szemle (1949. augusztus), p. 103
- Sugár: Vonóstrió, Zenei Szemle (1949. augusztus), pp. 105–106
- Népzenekutatás Romániában, Új Zenei Szemle 1:3 (1950. augusztus), pp. 18–22
- Neues aus Budapest: Zwölftonmusik oder „Neue Tonalität”?, Melos 17:2 (1950), pp 45–48
- Egy aradmegyei román együttes Kodály Emlékkönyv: Zenetudományi Tanulmányok I, ed. D. Bartha és B. Szabolcsi (Budapest, Akadémiai Kiadó, 1953), pp. 399–404 +
- Járdányi Pál és Svervánszky Endre fuvolasonatinái, Új Zenei Szemle 5:12 (1954. december), pp. 26–28
- Megjegyzések a bartóki kromatika kialakulásának egyes feltételeiről, Új Zenei Szemle 6:9 (1955. december) pp. 41–44
- Előszó Bartók 5. vonósnégyeséhez, Philharmonia Partituren no. 167 (Bécs: Universal Edition, 1957)
- Pierre Boulez: Entscheidung und Automatik in der „Structure 1a” Die Reihe 4 (Bécs: Universal, 1958), pp. 38–63
- Zur III Klaviersonate des Boulez, Die Reihe 5 (Bécs: Universal, 1959), pp. 38–40
- Wandlungen der Musikalischen Form, Die Reihe 7 (Bécs: Universal, 1960), pp. 5–17
- Die Entdeckung des Raumes in der Musik, Forum 76 (1960), pp. 152–154
- Weberns Stil, Gehört-Gelesen 3 (Mónchen: Bayerischer Rundfunk, 1960), pp. 187–192
- Über die Harmonik in Weberns erster Kantate, Darmstädter Beiträge zur Neuen Musik 4 (1960), pp. 49–64
- Die Komposition mit Reihen und ihre Konsequenzen bei Anton Webern, Österreichische Musikzeitschrift 16:6-7 (1961), pp. 297–302
- Musik von anderen Planeten: zur Geschichte und Gegenwart der elektronischen Musik, Forum 91-92 (1961), pp. 292–295
- Neue Notation: Kommunikationsmittel oder Selbstzweck?, Darmstädter Beiträge zur Neuen Musik 9 (1965), pp. 35–50
- Viel Pläne, aber wenig Zeit, Melos 32 (1965), pp. 251–252
- Form in der Neuen Musik, Darmstädter Beiträge zur Neuen Musik 10 (1966), pp. 13–35
- Weberns Melodik, Melos 33 (1966), pp. 116–118
- Was erwartet der Komponist der Gegenwart von der Orgel?, Orgel und Orgelmusik heute (Stuttgart, 1968), pp. 168–200
- Über neue Wege im Kompositionsunterricht,  Three Aspects of New Music (Stockholm: Nordiska Musikforlaget, 1968), pp. 9–44
- Auswirkungen der elektronische Musik auf mein kompositorisches Schaffen, Experimentelle Musik in Schriftenreihe der Akademie der Künste, vol. 7 (Berlin: Mann, 1970)
- Music, micropolyphony, technique and humanism, CAPAC-MacMillan Lecture (1973), pp. 16–20
- Apropos Musik und Politik, Darmstädter Beiträge zur Neuen Musik 13 (1973) pp. 42–46
- György Ligeti, in Mein Judentum (Berlin: Kreuz Verlag, 1978), pp. 234–237
- Musik und Technik, Rückblick in die Zukunft (Berlin: Severin und Siedler, 1981), pp. 297–324
- Aspekte der Webernschen Kompositionstechnik, Anton Webern II, Musik-Konzepte (München, 1984), pp. 51–104
- Computer und Komposition: Subjektive Betrachtungen, Tiefenstruktur-Musik Baukunst: Festschrift Fritz Winckel zum 80. Geburtstag (Berlin: Technische Universität, 1987), pp. 22–30
- A Viennese exponent of understatement: personal reflections on Friedrich Cerha, Tempo 161:2 (1987), pp. 3–5
- Begegnung mit Kurtág im Nachkriegs-Budapest Musik der Zeit 5 (Bonn, 1986), pp. 14–17
- Zur Anwendung von Computern in der Komposition, MusikTexte 2.8-2.9 (1989), pp. 3–4
- Ma position comme compositeur aujourd’hui, Contrechamps 12-13 (1990) pp. 8–10
- Konvention und Abweichung Österreichische Musikzeitschrift 46 (1991), pp. 34–39
- Rhapsodische, unausgewogene Gedanken über Musik, besonders über meine eigenen Kompositionen, Neue Zeitschrift für Musik 154 (1993), pp. 20–19
- Between Sciences, Music and Polities (Inamori Alapítvány, Japán, 2002)

### Írásai saját műveiről
- Zustande, Ereignisse, Wandlungen: Bemerkungen zu meinem Orchesterstück Apparitions, Blatter und Bilder 11 (Würzburg, Bécs: Zettner, 1960), pp. 50–57
- Bemerkungen zu meiner Orgelstück Volumina, Melos 33 (1966), pp. 311–313
- Nachwort zum Libretto zu Aventures und Nouvelles aventures, Neues Forum 157 (1967), pp. 91–92
- Spielanweisungen zur Erfassung des zweiten Satzes der Apparitions, Musica 22:3 (1968), pp. 177–179
- Requiem, Wort und Wahren 4 (1968), pp. 309–313
- Auf dem Weg zu Lux aeterna, Österreichische Musikzeitschrift 24:2 (1969), pp. 80–88
- Zur Entstehung der Oper Le Grand Macabre, Melos/Neue Zeitschrift für Musik 4 (1978), pp. 91–93